# 奥马尔古利·汉杜尔德耶夫
奥马尔古利·汉杜尔德耶夫（1988年12月17日 -  ）是一名土库曼斯坦举重运动员，身高1.62米，曾获以220千克的成绩获广州亚运会男子56公斤级举重第十四名。